# Diogenichthys panurgus
Diogenichthys panurgus és una espècie de peix de la família dels mictòfids i de l'ordre dels mictofiformes.

## Morfologia
- Els mascles poden assolir 2,3 cm de longitud total.[3][4]

## Hàbitat
És un peix marí i d'aigües profundes que viu fins als 366 m de fondària.

## Distribució geogràfica
Es troba a l'Índic i al Mar de la Xina Meridional.